# 莫春和
莫春和（1916年—2002年），男，四川阆中人，中华人民共和国军事人物，中国人民解放军少将，曾任贵州省军区副司令员。